# Ève Angeli
Vanessa Annelyse Ève Garcin (Sète, Hérault, França em 25 de Agosto de 1980), mais conhecido pelo seu nome artístico Ève Angeli é uma cantora pop francesa, que ganhou o prêmio NRJ Music Award de Melhor Artista Francês Revelação em 2000-2002.

## Discografia

### Álbums
| Ano  | Álbum                                         | Chart  | Chart        | Chart | Chart |
| Ano  | Álbum                                         | França | Bélgica (Wa) | Suíça |       |
| ---- | --------------------------------------------- | ------ | ------------ | ----- | ----- |
| 2001 | Aime-moi                                      | 11     | 26           | 39    |       |
| 2002 | Nos différences                               | 40     | —            | —     |       |
| 2004 | Le meilleur d'Ève Angeli / Best of Ève Angeli | 20     | —            | —     |       |
| 2005 | Viens                                         | 49     | —            | —     |       |
| 2008 | Revolution                                    | —      | —            | —     |       |

### Singles
| Ano  | Single                                          | Chart  | Chart        | Chart | Álbum                    |
| Ano  | Single                                          | França | Bélgica (Wa) | Suíça | Álbum                    |
| ---- | ----------------------------------------------- | ------ | ------------ | ----- | ------------------------ |
| 2000 | "Avant de partir"                               | 4      | 2            | 20    | Aime-moi                 |
| 2001 | "Elle"                                          | 6      | 37           | —     | Aime-moi                 |
| 2001 | "Je sais"                                       | 30     | —            | —     | Aime-moi                 |
| 2002 | "C'est pour ça"                                 | 72     | —            | —     | Aime-moi                 |
| 2002 | "Nos différences – Caught in the Middle" (& A1) | 15     | —            | 32    | Nos différences          |
| 2003 | "Ma prière"                                     | 58     | —            | —     | Nos différences          |
| 2004 | "Une chanson dans le cœur (Felicità)"           | 11     | 8            | 59    | Le meilleur d'Ève Angeli |
| 2005 | "Viens"                                         | 20     | —            | 73    | Viens                    |
| 2006 | "Je vais t'aimer"                               | 57     | —            | —     | Viens                    |
| 2006 | "La Solitudine"                                 | —      | —            | —     | Viens                    |
| 2007 | "Na na naa, le zapping"                         | —      | —            | —     | Revolution               |
| 2008 | "Look Away"                                     | —      | —            | —     | Revolution               |
| 2008 | "Si tu m'oublies"                               | —      | —            | —     | Revolution               |

### Reprises
- Hurt de Christina Aguilera - Tour 2007 - 2007
- Hot Stuff - Tour 2007 - 2007
- I Kissed a Girl de Katy Perry - La Marseillaise Tour - 2009
- Fuck You de Lily Allen - France 2 (2009 : On a tout révisé) - 2009
- Bad Romance de Lady Gaga - France 2 (2010 : On a tout révisé) - 2010

## Livros
- 2004: Ève Angeli, Ma revanche, mon innocence, autobiographie en collaboration avec Laurent Courageux. Montesson : City éditions. 209 pages-[16] p. de pl., centímetro. ISBN 2-915320-18-7.
- 2007: Mes Évangélismes : pensées d'une blonde. Éditions Fetjaine. 95 pages. ISBN 978-2-35425-011-9
- 2007: La revanche des Blondes #1, Ève's Angels HugoBD.
- 2012: Histoires de chiens extraordinaires. Éditions de l'Arbre. Tous les bénéfices du livre sont reversés aux Gamelles du cœur afin de nourrir les animaux des refuges. ISBN 978-2874620874